# Мамедов, Самир
Самир Мамедов (азерб. Samir Məmmədov; род. 15 мая 1988, Баку) — азербайджанский боксёр, представитель легчайшей и наилегчайшей весовых категорий. Выступал за сборную Азербайджана по боксу в период 2003—2013 годов, бронзовый призёр чемпионата мира, обладатель серебряной медали чемпионата Европы, победитель и призёр многих турниров международного значения, участник летних Олимпийских игр в Пекине.

## Биография
Самир Мамедов родился 15 мая 1988 года в городе Баку Азербайджанской ССР.
Дебютировал на международной арене в сезоне 2003 года, выступив на чемпионате Европы среди кадетов в Каунасе и на чемпионате мира среди кадетов в Бухаресте, где одолел всех оппонентов и завоевал золотую медаль. Год спустя был лучшим на европейском кадетском первенстве в Саратове.
В 2005 году вошёл в основной состав азербайджанской национальной сборной и выступил на чемпионате мира в Мяньяне — дошёл здесь до 1/8 финала наилегчайшей весовой категории, проиграв доминиканцу Хуану Карлосу Пайано. Помимо этого, одержал победу на юниорском европейском первенстве в Таллине и выступил на международном турнире «Золотой пояс» в Бухаресте, где уже на предварительном этапе его остановил молдаванин Вячеслав Гоян.
На чемпионате Европы 2006 года в Пловдиве стал серебряным призёром в наилегчайшем весе, уступив в решающем финальном поединке россиянину Георгию Балакшину. При этом на чемпионате мира среди юниоров в Марокко остановился уже в 1/8 финала, проиграв представителю Узбекистана Орзубеку Шаимову.
В 2007 году побывал на мировом первенстве в Чикаго, откуда привёз награду бронзового достоинства, выигранную в наилегчайшем весе — на стадии полуфиналов был побеждён американцем Роши Уорреном.
В 2008 году получил серебро на Мемориале Странджи в Пловдиве, уступив в финале казаху Канату Абуталипову, выиграл Кубок президента АИБА в Тайбэе, выступил на европейском первенстве в Ливерпуле. Благодаря череде удачных выступлений удостоился права защищать честь страны на летних Олимпийских играх в Пекине — в категории до 51 кг благополучно прошёл первого соперника по турнирной сетке, тогда как во втором бою со счётом 2:10 потерпел поражение от тайца Сомчита Чонгчохора, который в итоге и стал победителем этого олимпийского турнира.
После пекинской Олимпиады Мамедов остался в составе боксёрской команды Азербайджана и продолжил принимать участие в крупнейших международных соревнованиях. Так, в 2009 году он выступил на Мемориале Макара Мазая в Мариуполе и на Кубке президента АИБА в Баку, хотя попасть в число призёров на этих турнирах не смог.
На чемпионате Азербайджана 2012 года одержал победу в зачёте легчайшей весовой категории. Добавил в послужной список бронзовую награду, полученную на Мемориале Шокыра Болтекулы в Актау, выиграл студенческий чемпионат мира в Баку.
В 2013 году отметился победой на международном турнире «Великий шёлковый путь» в Баку и побывал на чемпионате Европы в Минске, где дошёл до четвертьфинала легчайшего веса и проиграл раздельным решением представителю Армении Араму Авагяну. На этом его спортивная карьера подошла к концу.
Впоследствии Мамедов занимался тренерской деятельностью.